# Melusina von der Schulenburg (1693)
Petronilla Melusina von der Schulenburg, hraběnka z Walsinghamu (1. dubna 1693 – 16. září 1778) byla nemanželskou dcerou anglického krále Jiřího I. a jeho dlouholeté milenky Melusine von der Schulenburg, vévodkyně z Kendalu.
V roce 1722 získala Melusina titul baronky z Aldborough a hraběnky z Walsinghamu. Po smrti jejího otce v roce 1727 žila hlavně se svou matkou v Kendal House v Isleworth.
Dne 5. září 1733 se provdala za Philipa Dormera Stanhopa, 4. hraběte z Chesterfieldu.
Pár spolu nezplodil žádné potomky a podle dochovaných dopisů by měla být Melusina matkou Benedict Swingate Calvert, díky mileneckému poměru s Charlesem Calvertem, 5. hrabětem z Baltimore. Calvert se narodil v Anglii mezi lety 1730-32 jako Charlesův nemanželský syn a identita jeho matky zůstává oficiálně neznámá.